# Легенды про…Centr
«Легенды про…Centr» (сокращённо «ЛПЦ») — совместный альбом групп Centr (Slim, Птаха) и «Легенды про…» (Дым, Амир, Быба, Ahimas), вышедший 3 ноября 2011 года.
В альбом вошло девятнадцать песен и два скита. В российском чарте продаж альбом смог добраться до третьего места и оставаться в Топ 25 в течение 27 недель.

## Общая информация
- Первое заявление, что выйдет этот альбом, было на концерте группы Centr в городе Уфа. Позже вышел клип «Всё будет…», и опубликован официальный анонс альбома на сайте продюсерской компании «Монолит»[3].
- До выхода альбома «Папиросы» были заявления, что релиз «Легенды про…Centr» состоится осенью-зимой 2010 года. Позже дату выхода перенесли на весну 2011. Но, опять же, альбом не был выпущен в назначенный срок.
- В данный момент на несколько треков из альбома сняты клипы: «Всё будет», «Просто деньги», «Не забуду», «Понедельник», «Centr» / «Аутро», «Дорог город» и «Дядя Федя».
- Как ни странно, но дистрибуцией альбома занялась компания «Мистерия звука», а не «Монолит», который официально анонсировал альбом, и не «Никитин», на котором были выпущены два последних, на данный момент, альбома Slimа.
- На альбоме должна была быть другая версия трека «Просто деньги» / «Позор Centr’у за это», но из-за проблем с авторскими правами (был использован семпл из песни «Пётр Налич — Lost and forgotten») пришлось поменять «минус». Однако через некоторое время после релиза альбома версия с первоначальным инструменталом была выложена в сеть в свободный доступ.

## Обложка
Дизайн обложки создан Антоном Лазаренко. На обложке написано «Легенды про-Centr» заглавными буквами, причём чёрточка состоит из трёх точек. Надпись располагается на двух строчках: на первой «Легенды», а на второй — «про-Centr», причём сверху от слова «Centr», выполненном в классическом для группы стиле — шрифтом Impact, находится логотип «ЦАО Records». Также надпись можно прочитать как «Легенды ЦАО про-Centr». Фон состоит из двух оттенков серого, разделённых двумя «дорогами». По краям серый цвет темней, а где светлый — находится, собственно, сама надпись. Внутри альбома фотографии всех участников двух групп-создателей альбома.

## Издания
- Обычное: Один диск с буклетом упакованные в CD Jewel Box.
- Подарочное: Продаётся в Double CD Jewel Box. Главное его отличие от обычного: он на 2-х CD. На втором диске представлены бонус-треки, инструменталы и три видеоработы.

## Список композиций
| №   | Название                   | Текст песни                 | Музыка                   | Длительность |
| --- | -------------------------- | --------------------------- | ------------------------ | ------------ |
| 1.  | «Легенды про… (Интро)»     | Дым, Быба                   | Erzo                     | 2:18         |
| 2.  | «Место»                    | Птаха, Slim, Дым, Быба      | Ahimas                   | 4:04         |
| 3.  | «Слово к слову»            | Slim, Птаха                 | Slim                     | 3:38         |
| 4.  | «Ну чё, как?»              | Slim, Птаха, Дым            | Slim                     | 3:57         |
| 5.  | «Загадка»                  | Дым, Пёс, Быба, Slim        | Slim                     | 4:45         |
| 6.  | «Дорог город»              | Птаха, Slim, Пёс            | Ahimas, Slim, IgnatBeatz | 3:02         |
| 7.  | «Дядя Федя»                | Птаха, Slim                 | Slim                     | 3:23         |
| 8.  | «Вспышка»                  | Slim, Пёс, Быба, Дым        | STI                      | 4:28         |
| 9.  | «Сосулька (скит)»          | Птаха                       | —                        | 1:48         |
| 10. | «Сопли» (при уч. Тато)     | Ahimas, Птаха, Быба, Тато   | Ahimas                   | 5:43         |
| 11. | «Понедельник»              | Птаха, Slim                 | Ahimas, Пёс              | 4:31         |
| 12. | «Хип-хоп»                  | Птаха, Дым, Пёс             | Slim                     | 4:01         |
| 13. | «Фон»                      | Птаха, Slim, Дым            | Miko                     | 4:28         |
| 14. | «Просто деньги»            | Птаха, Slim, Дым, Быба      | Dani, Ahimas             | 4:45         |
| 15. | «Руки вверх»               | Slim, Дым, Пёс, Быба        | Ahimas                   | 4:12         |
| 16. | «Не забуду»                | Птаха                       | Ahimas                   | 3:35         |
| 17. | «МСК» (при уч. Словетский) | Словетский, Птаха, Slim     | Ahimas                   | 4:01         |
| 18. | «Детство»                  | Дым, Пёс, Slim, Быба, Птаха | Slim, Ahimas             | 5:12         |
| 19. | «Всё будет»                | Птаха, Slim, Пёс            | Ahimas, IgnatBeatz       | 3:41         |
| 20. | «Centr (Аутро)»            | Slim, Птаха                 | Slim                     | 3:26         |
| 21. | «Centr (Скрытый скит)»     | Григорий Phist, Птаха       | —                        | 0:20         |

| №  | Название                              | Текст песни                | Музыка       | Длительность |
| -- | ------------------------------------- | -------------------------- | ------------ | ------------ |
| 1. | «Глупости»                            | Птаха, Slim                | Slim         | 3:13         |
| 2. | «Фонари»                              | Быба, Ahimas, Гад Дым, Пёс | Ahimas       | 4:40         |
| 3. | «Ну чё, как? (Инструментал)»          | —                          | Slim         | 4:01         |
| 4. | «Загадка (Инструментал)»              | —                          | Slim         | 4:51         |
| 5. | «Дядя Федя (Инструментал)»            | —                          | Slim         | 3:42         |
| 6. | «Детство (Инструментал)»              | —                          | Slim, Ahimas | 5:12         |
| 7. | «Тайное становится явным (видеоклип)» |                            |              | 3:42         |
| 8. | «Старые тайны (видеоклип)»            |                            |              | 2:52         |
| 9. | «Фонари (видеоклип)»                  |                            |              | 4:35         |

## Рецензии
Подводя итог, отмечу что альбом получился добротным и законченным продуктом, да, это не «Качели» и не «Эфир в норме», как не крути, «Легенды про…» внесли свой «квартальный» колорит в общее звучание «ЛПЦ».
— в рецензии на сайте Respecta.net.
Говоря о «новых красках», стоит отметить: помимо творческого роста Slima и Птахи в этой палитре нового Centr’а велика роль «Легенд про…», группы, появившейся на ЦАО, по словам Птахи, «в самый кризисный момент». «Подземная» группа, пару-тройку лет назад мало кому известная, привнесла новые темы, новую манеру читки и на альбоме смотрится абсолютно наравне с Centr’ом.
— в рецензии на сайте Rap.ru.
«Легенды про…» и Centr по очереди и вместе открывают душу и красиво клянутся в верности, совмещая солёный юмор и мрачную мощь первобытной поэзии. Заканчивается всё кабацким гопаком «А-а-а нам наплевать, что про нас говорят». Хотя об альбоме говорят преимущественно хорошее.
— Андрей Никитин на сайте Rap.ru.

## Позиции в чартах
| Страна | Наивысшая позиция |
| ------ | ----------------- |
| Россия | 3                 |

## Участники записи
Сведения взяты из буклета альбома.
- Сведение: IgnatBeatz
- Мастеринг: Григорий Phist
- Скретчи: DJ Nik-One
- Дизайн обложки: Антон Лазаренко

| - Слова: Дым (1, 2, 4, 5, 8, 12-15, 18), Быба (1, 2, 5, 8, 10, 14, 15, 18), Птаха (2-4, 6, 7, 9-14, 16-20), Slim (2-8, 11, 13-15, 17-20), П.Ё.С. (5, 6, 8, 12, 15, 18), Ahimas (10), Тато (10), Словетский (17) | - Музыка: Erzo (1), Ahimas (2, 6, 10, 11, 14, 15-19), Slim (3-7, 12, 18, 20), STI (8), IgnatBeatz (6, 19), П.Ё.С. (11), Miko (13), Dani (14) |